# Szvingerezés
A szvingerezés vagy szvingelés (angolː swinging) kifejezés a szexualitás témakörében párcserét, partnercserét jelent, gyakorlója pedig a szvinger (swinger). A párcserében részt vevő párok és/vagy egyedülálló személyek előre megszervezett társasági esemény formájában gyűlnek össze és lépnek egymással szexuális kapcsolatba. A párcsere helyszíne általában egy erre dedikált létesítmény: hotel vagy klub, de létezik privát szervezésű swingeresemény is. Az összejöveteleknek otthont adó helyszínek széles körben elterjedt neve a swingerklub vagy „életstílusklub” (lifestyle club).
Az esemény nem kizárólag – bár főként – a szexualitásról szól. A swinger-összejövetelek jellemzője a hedonista életszemlélet, így a szexualitás mellett az étel- és italfogyasztás is jelentős szerepet kap az esemény során. A swingerklub látogatását a résztvevők egyfajta különleges, szabadidős és társasági tevékenységnek tekintik.
A fejlett szexuális nevelésre épülő korszerű magánéleti tudatosság és a feminista megközelítésű szexpozitivitás elve nagyban hozzájárulhat a vanilla szexualitás személyes megéléséhez addig, ameddig a benne résztvevő felnőtt emberek egymással jóváhagyásos, beleegyezéses alapon végzik.

## Kialakulása
A jelenség az 1960-as években kibontakozó szexuális forradalommal együtt kezdett egyre nagyobb teret kapni. Elterjedésében segített, hogy ebben az időben váltak elérhetővé a fogamzásgátlók, ezenkívül több, addig nem kezelhető szexuális úton terjedő betegség is gyógyíthatóvá vált.

## Motiváció
A párcsere motivációja általában a kíváncsiság, az izgalom és a változatosság keresése. Sokan a szexuális aktusok gyakoriságát és minőségét említik a swingerklubok látogatásának fő okaként. Bizonyos párok azt vallják, hogy az egymás előtt nyíltan felvállalt párcsere megerősíti a kapcsolatukat. A swinger közösség gyakran az „életstílus” vagy az „alternatív életstílus” kifejezést használja a párcserére.

## Helyszínek és szabályok
Az Egyesült Államokban és számos európai országban léteznek swingerklubok, de ezek általában kerülik a feltűnést. A többségüknek nincs saját weboldala, viszont a klubok listája és elérhetősége megtalálható különböző felnőtteknek szánt weboldalakon, illetve swinger-közösségioldalakon.
A klubok szabályai változatosak, de általában elmondható, hogy a belépést nem feltétlenül limitálják csak párokra. A belépés férfiak számára szinte mindenhol pénzbe kerül; bizonyos klubokban a nők is fizetnek belépődíjat. A swinger-szóhasználat a belépési díjat hozzájárulásnak nevezi. A belépődíj általában tartalmazza az étel- és italfogyasztást, illetve a klubban lévő szolgáltatások igénybevételének lehetőségét. Sok klub – annak ellenére, hogy nem szállodai méretű és besorolású – kiváló szolgáltatást nyújt.

## Érvek ellene
A konzervatív vallási és erkölcsi ellenzői a swinger életforma és képviselői felé, fő kifogásként a házasságtörést nevezik meg. Ezen túlmenően elítélik a házastárs tudtával történő házasságtörést, illetve a partner erre való bátorítását súlyosbító körülményként értékelik.
A szexuális úton terjedő betegségek szintén gyakori ellenérvként merülnek fel a swingerklubok látogatása kapcsán. Bizonyos klubokban kifejezetten kérik, sőt előírják az óvszer használatát; azonban léteznek olyan klubok is, ahol hiányzik a törekvés a biztonságos szexre.